# Vanchidiplosis neohaplusia
Vanchidiplosis neohaplusia är en tvåvingeart som först beskrevs av Rao 1951.  Vanchidiplosis neohaplusia ingår i släktet Vanchidiplosis och familjen gallmyggor. Inga underarter finns listade i Catalogue of Life.